# La Zaragozana
La Zaragozana, coneguda comercialment com Cerveses Ámbar, és una empresa cervesera amb seu a Saragossa i fundada el 1900 com a Fábrica de Cerveza, Malta y Hielo. L'empresa es va començar a gestar l'any 1898 quan un grup d'amics influents aragonesos, entre els quals hi havia l'alcalde de Saragossa, Ladislao Goizueta, van trobar en la fabricació de cervesa una sortida a l'abundant ordi que es cultivava a Aragó.
El Grup La Zaragozana té una posició dominant al mercat cerveser aragonès, on copa el 50% de les vendes, tot i que la seva quota estatal es redueix al 2%. El grup també és propietari de la distribuïdora comercial Bebinter i de Cobecsa, productora d'Agua de Lunares i de refrescos Konga, situada a Jaraba. El 2009, l'alcalde de Saragossa, Juan Alberto Belloch, va concedir a La Zaragozana el títol honorífic d'«Ambaixadora de Saragossa».